# Пляж (фільм)
«Пляж» (англ. The Beach) — британсько-американська драматична стрічка режисера Денні Бойла із Леонардо Ді Капріо в головній ролі, за однойменним романом-бестселером Алекса Ґарленда.

## Сюжет
Молодий американець Річард (Леонардо Ді Капріо) приїжджає у Таїланд в пошуках незвичайного відпочинку. У готелі він випадково знайомиться з дивним чоловіком на ім'я Даффі (Роберт Карлайл), який розповідає йому про пляж на таємничому острові — справжньому раї і передає йому карту. Річард розповідає цей секрет молодій французькій парі таких же, як він, туристів — Франсуазі (Вірджинія Ледоєн) та Етьєну (Гійом Кане).
Трійця вплав перебирається із сусіднього на потрібний їм острів. На острові вони виявляють величезну плантацію коноплі, яку охороняють озброєні тайці. Просуваючись в середину острова, вони несподівано наштовхуються на невелику комуну, засновану мандрівниками, що прибули, як і вони, із Заходу, якою керує владна жінка Сел (Тільда Свінтон).
Троє новачків намагаються знайти своє місце в цій, здавалося б, Утопії.

## Місце фільмування

Місце фільмування — бухта Майя-Бей у 2016 році

Місцем фільмування стала бухта та пляж Майя-Бей на острові Пхі-Пхі-Ле, хоча Алекс Гарленд, автор книги «Пляж», за якою був знятий цей фільм, мав на увазі інший, не уточнений в книзі, острів у Сіамській затоці.
На мапі, яка фігурує у фільмі, видно як орієнтири острова Ко Самуї, Ко Пханган та Ко Тао. Звісно, місцем подій не міг стати острів Ко Тао, так як всі більш менш достойні пляжі на ньому вже давно зайняті готелями, а всю територію острова можна легко об'їхати на квадроциклі за кілька годин, чим постійно і займаються туристи. В таких умовах утримувати плантацію наркотиків було би проблематично.
Цілком ймовірно, що справжнім місцем розташування подій книги став один з численних островів національного парку Ангтонг, який розташований за 40 кілометрів на захід від острова Самуї. Цікавим також є такий факт, що на одному з цих островів є лагуна, закрита від зовнішнього світу скелями, але при цьому з'єднується з морем через печеру.
Сцени фільму з водоспадом Nam Tok Haew Suwat знімалися в іншій частині Таїланду, в національному парку Кхао Яй.

## У ролях
| Актор              | Роль        |
| ------------------ | ----------- |
| Леонардо Ді Капріо | Річард      |
| Тільда Свінтон     | Сел         |
| Вірджинія Ледоєн   | Франсуаза   |
| Гійом Кане         | Етьєн       |
| Роберт Карлайл     | Даффі       |
| Патерсон Джозеф    | Кіті        |
| Вікторія Смарфіт   | Weathergirl |
| Елен де Фужроль    | Елен        |

## Номінації
- 2000 Премія Берлінського кінофестиваля — Денні Бойл